# Down to you
Down to you es el primer sencillo del grupo de rock estadounidense The Real Kids, fue lanzado en 1999 tras su retorno.

## Lista de canciones
Todas las canciones escritas y compuestas por John Felice. 
| Down to you |                   |          |  |
| N.º         | Título            | Duración |  |
| 1.          | «Down to you»     | 2:18     |  |
| 2.          | «Make it go away» | 3:16     |  |
| 3.          | «I'll say it»     | 2:02     |  |
| 4.          | «Something bad»   | 3:41     |  |
| 11:17       |                   |          |  |

## Músicos
- John Felice: voz
- Allen "Alpo" Paulino: bajo
- Billy Borgioli: guitarra
- Howie Ferguson: batería